# ナナイロホリデー
「ナナイロホリデー」は、SKY-HIの7枚目のシングルである。2016年7月27日発売。発売元はavex trax。

## 概要
前作「クロノグラフ」から2か月ぶりとなるシングル。
CDの発売前の7月21日にiTunesにて先行配信が行われた。iTunesの配信ではボーナストラックとして新曲「Blame It On Me」が限定で収録された。iTunesの総合チャートでは1位を獲得。
ナナイロホリデーの発売を記念し、リリースイベントを各地で行った。

## 収録曲
全作詞：SKY-HI

### CD
CD
1. ナナイロホリデー [5:00]
  - 作曲：SKY-HI

dTVムービーコミック「花にけだもの」主題歌。
アルバム『カタルシス』やシングル「クロノグラフ」でシリアスな流れが続いたことから、夏を意識した無条件に楽しい楽曲をイメージし制作された。制作はツアー「SKY-HI HALL TOUR 2016 ～Ms. Libertyを探せ～」が終わった3月中旬から行われた[6]。デモのレコーディングが2016年3月31日に行われ、その翌日から喉の手術のために音楽活動を休止。手術後も歌うことができない日々が続いた。楽曲制作を再開後、音楽活動を再び続けられること、新しく増えた仲間であるバンドメンバーとのホールツアーの成功が影響し、楽しさだけではなく幸せ感を出した作品にしたいと、トラックやコード、曲の構成はデモとそのままだが、メロディーと歌詞が一新された[7][8]。尚、デモ音源はナナイロホリデーのタワーレコード特典として通常のCDに加え別ディスクとして付属した。
PVは今までの自分の半生をミュージカルのように楽しく描いた映像と語っている[4]。部屋で1人で始めた音楽活動から自分の作る音楽を共有する仲間ができ、広がっていったことをPVで表現したかったという[8]。PVにはゴールデンレトリバーも登場するが、昔実際に飼っていたという[9]。また、PVで弾いているギターは自前である[6]。
2. Welcome To The Dungeon [3:10]
  - 作曲：SKY-HI

テレビ朝日系「フリースタイルダンジョン」のエンディングテーマで、以前のエンディングテーマである「Enter The Dungeon」に続き書き下ろされ、Enter The Dungeonの制作を経て別の切り口で書かれた曲[8]。Enter The Dungeonとは世界観がまったく違うものにしたかったと語っており、Enter The Dungeonではダンジョンに入っていく立場で曲を書いたが、今回はダンジョンに迎える側の立場で書かれた[6][9]。フリースタイルダンジョンに当時出演していた7人のモンスター(ラッパー)全員がリリックの中に散りばめられている[10]。
PVも制作された。
3. ナナイロホリデー(Instrumental) [5:00]
4. Welcome To The Dungeon(Instrumental) [3:10]
5. ナナイロホリデー(Acappella) [4:46]
6. Welcome To The Dungeon(Acappella) [2:58]

### CD+DVD①
CD
1. ナナイロホリデー
2. Welcome To The Dungeon
3. ナナイロホリデー(Instrumental)
4. Welcome To The Dungeon(Instrumental)
5. ナナイロホリデー(Acappella)
6. Welcome To The Dungeon(Acappella)

DVD
1. LIVE映像(SKY-HI HALL TOUR 2016 @TOKYO DOME CITY HALL)

### CD+DVD②
CD
1. ナナイロホリデー
2. Welcome To The Dungeon
3. ナナイロホリデー(Instrumental)
4. Welcome To The Dungeon(Instrumental)
5. ナナイロホリデー(Acappella)
6. Welcome To The Dungeon(Acappella)

DVD
1. ナナイロホリデー(music Video)
2. ナナイロホリデー(music Video making)